# Daïra de Taher
Pour les articles homonymes, voir Taher (homonymie).
La daïra de Taher est une daïra d'Algérie située dans la wilaya de Jijel et dont le chef-lieu est la ville éponyme de Taher.

## Localisation
La daïra est située au centre de la wilaya de Jijel.

## Communes de la daïra
La daïra est composée de cinq communes :
- Boucif Ouled Askeur
- Chahna
- Emir Abdelkader
- Ouadjana
- Taher